# عمر الكريديس
عمر فهد الكريديس مواليد 28 أبريل 2002 في السعودية، هو لاعب كرة قدم سعودي يلعب حالياً لنادي القوارة.

## مسيرة اللاعب
لعب في نادي الرائد ولعب بعدها مع نادي القوارة.